# Hôtel de ville de Lectoure
L’hôtel de ville de Lectoure occupe l’ancien palais de l’évêché, situé sur le côté sud de la cathédrale Saint-Gervais-et-Saint-Protais, qui fut ensuite, successivement, la demeure du maréchal d’Empire Jean Lannes, la sous-préfecture, le tribunal et la mairie.

## Historique
L’évêque Hugues IV de Bar entreprend la construction de l’évéché en 1676. Il a acheté plusieurs maisons et jardins du quartier de Fontélie. Trois artisans de Lectoure, Jean Rabbé et ses deux beaux-frères, Jean et Bertrand Cruchon, y travaillent. On édifie d’abord le corps principal au sud, puis le bâtiment reliant celui-ci à la cathédrale, où se trouve la façade, précédée d’un grand fossé qui donne le jour aux caves en sous-sol, et le pont, par-dessus ce fossé, qui permet l’accès au palais épiscopal. On construit des murs de clôture sur la rue Fontélie, qui se trouve nettement en contrebas du fait de la forte déclivité du terrain vers le sud. Entièrement construit par des petits artisans de Lectoure et des environs, l’édifice est achevé en 1682. L’évêché comprend aussi les jardins en terrasses derrière le corps de logis, ainsi qu’une Orangerie située à l’est, derrière le chevet de la cathédrale.
La construction du palais épiscopal a nécessité la destruction du cloître situé au sud de la cathédrale. Il n’en subsiste rien, sinon une pierre antique, retaillée sur l’autre face au Moyen Âge, qui servait de seuil dans les sous-sols de l’évêché. Des ilôts d’habitations ont aussi disparu sous l’imposant remblayage qui a créé les terrasses inférieures des jardins de l’évêché.
Les évêques de Lectoure se succèdent dans ce palais jusqu’à la fin de l’Ancien régime. L’élection de Lomagne s’y tient en septembre 1787, en présence de l’évêque Emmanuel-Louis de Cugnac. Bien que le chef-lieu de l’élection se trouve à Fleurance, l’assemblée préfère tenir ses réunions au palais épiscopal, arguant de la « commodité » du lieu.
En 1790, l’évêché est vendu comme bien national, partagé en deux lots : d’une part, le palais lui-même, avec ses jardins ; d’autre part, l’orangerie et son jardin, séparée par un mur qui empêche désormais l’accès au chevet de la cathédrale. Le général Lannes acquiert l’évêché pour 524 000 francs, pour en faire sa résidence. En 1819, sa veuve, Louise de Guéhéneuc, en fait don à la commune. La mairie, le tribunal de première instance et la sous-préfecture peuvent enfin disposer de locaux spacieux.

## Architecture
Le palais des évêques se compose essentiellement de deux corps perpendiculaires. Le corps principal, où se situe l’entrée, s’appuie au nord sur la cathédrale, au sud sur le second corps. Il y a un petit retour sur la cour d’honneur, entre le contrefort de la façade de la cathédrale. De l’autre côté, se trouve également une salle, ancienne chapelle de l’évêché, qui communiquait avec la cathédrale par une porte murée, et qui abrita le premier musée avant son transfert dans les caves. Elle s’aligne avec le mur extérieur des chapelles du chœur, très débordantes par rapport à la nef. La façade sud du corps latéral présente un bel alignement de fenêtres. La moitié ouest domine la rue Fontélie, la moitié est donne, via un balcon reposant sur des arcades, sur une terrasse intermédiaire entre la promenade des Marronniers et la terrasse inférieure où se trouve la piscine.

### Cour de l’hôtel de ville

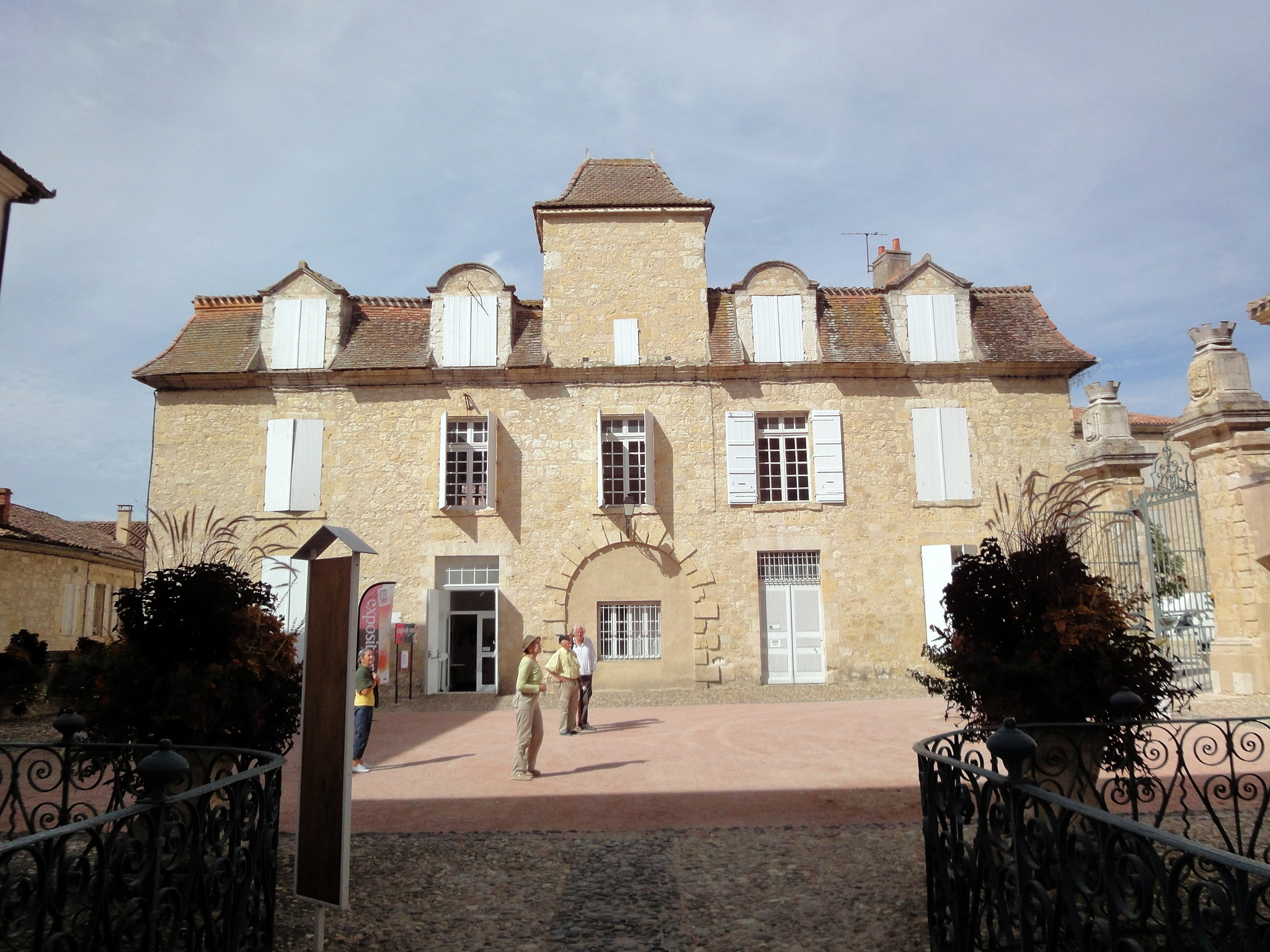
Cour de l’hôtel de ville, les anciennes écuries

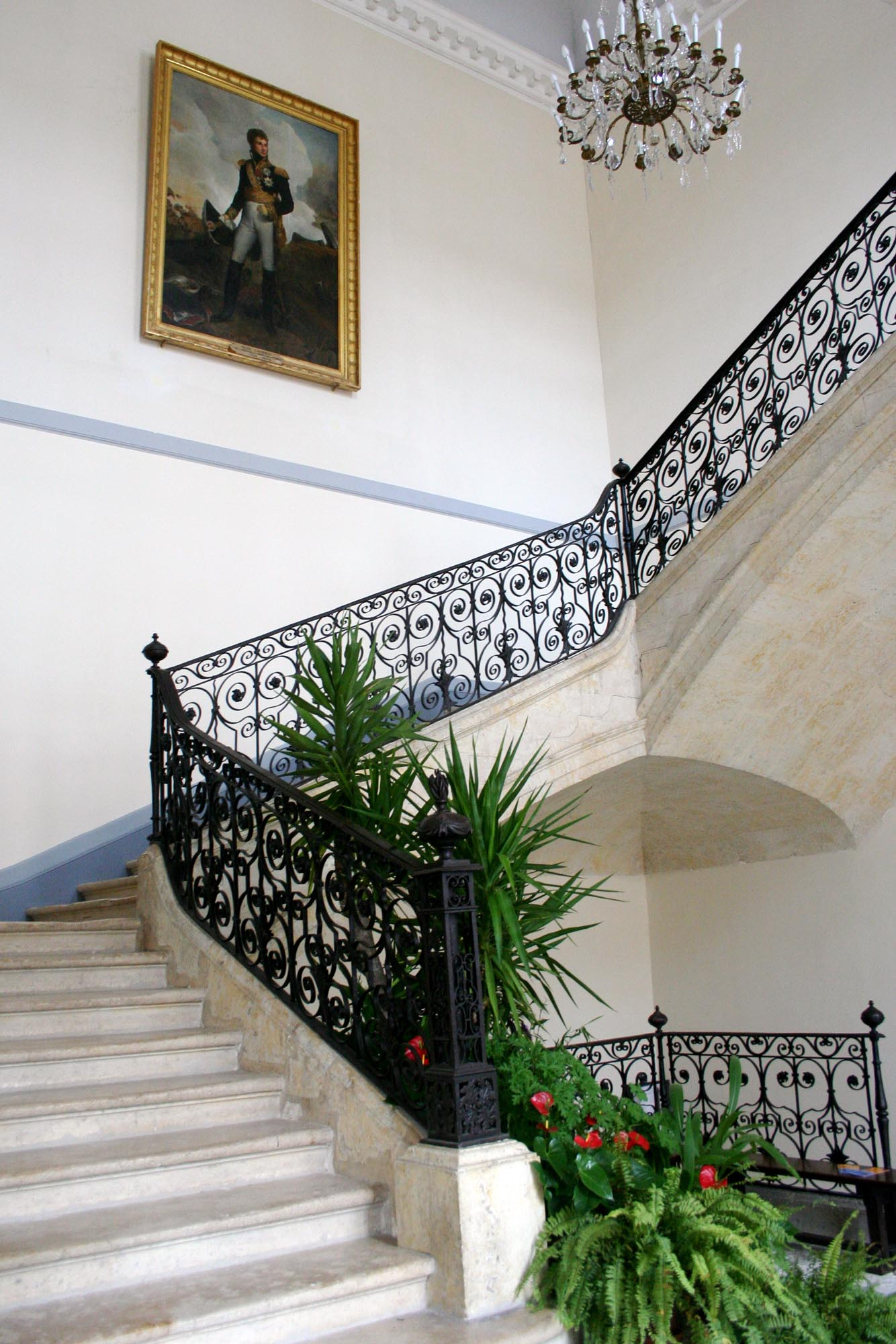
L'escalier de l'hôtel de ville

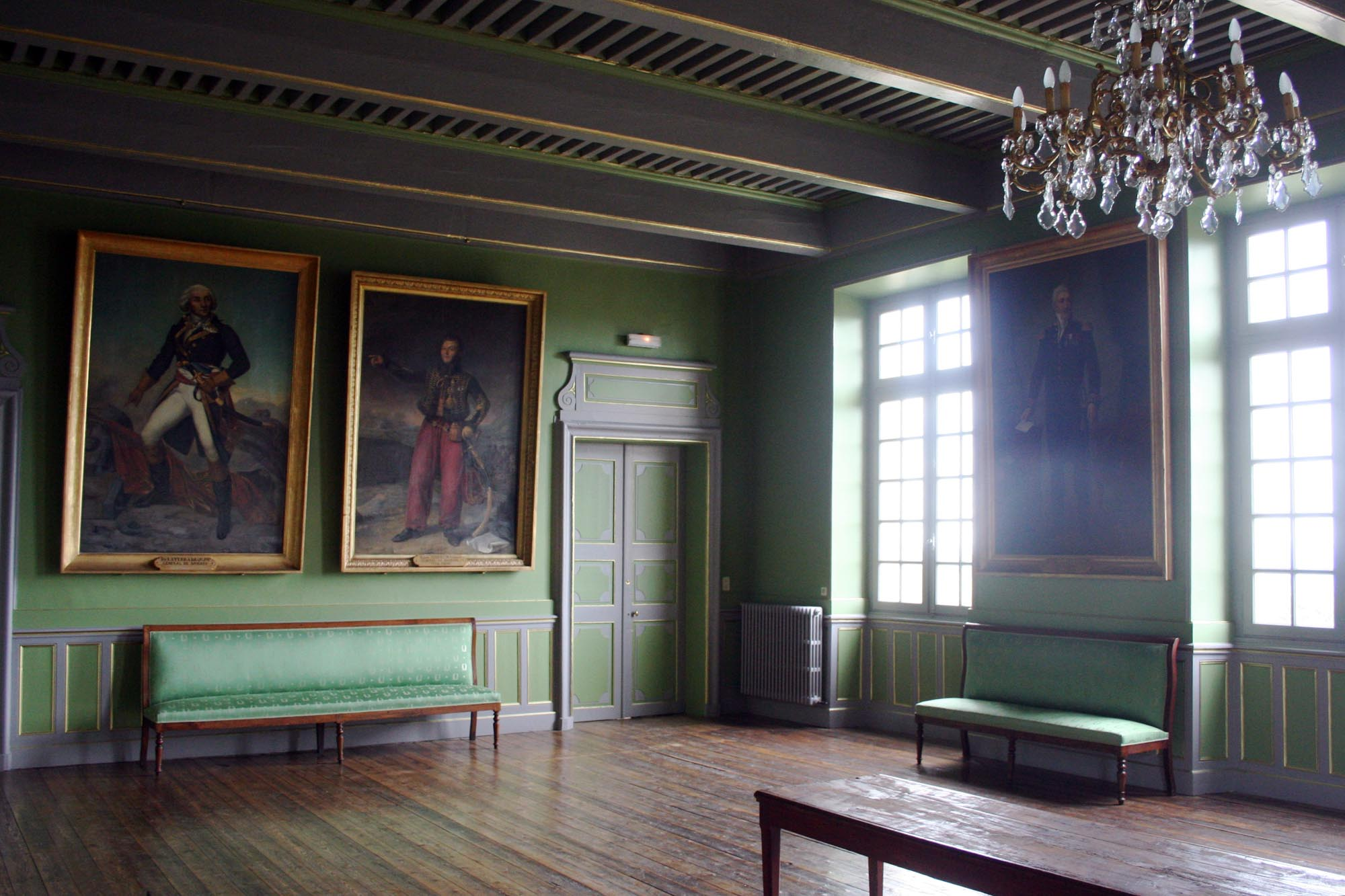
La salle des Illustres

On accède à l’hôtel de ville, entre la cathédrale et le bâtiment de l’office de tourisme, par un grand portail en ferronnerie, entre deux piliers sommés d’un bloc couronné frappé des initiales CL (Civitas Lactorae, « ville de Lectoure »), et deux portes pour les piétons de part et d’autre. Le bâtiment de l’office de tourisme est partie intégrante de l’ancien évêché, construit en même temps. Il servait d’écurie pour les chevaux de l’évêque et de logement pour le personnel. Au milieu du comble mansardé éclairé par d’élégantes lucarnes se trouvait un pigeonnier. Aujourd’hui, après avoir abrité la Poste, il héberge également, outre l’office de tourisme, côté cour d’honneur, une salle d’exposition au rez-de-chaussée, et les archives municipales à l’étage. La grande porte centrale en plein cintre a malheureusement été murée et garnie d’une fenêtre disgracieuse.
La façade de l’hôtel de ville, à un étage, en pierre de taille, est rythmée par de grandes fenêtres qui présentent la particularité d’être inégalement espacées, au point que certains volets ouverts doivent se chevaucher. Mais l’ordonnance classique, soulignée par des bandeaux horizontaux, n’en est pas moins respectée. Le fossé s’ouvrant sur les baies grillagées des caves est bordé d’une grille en ferronnerie du XVIIIe siècle.

### Intérieur
Passée la porte d’entrée, on se trouve dans deux grandes salles, dites « des pas perdus », au sol dallé de pierre, communiquant par une large ouverture. Sur le pan de mur de part et d’autre, deux niches devaient accueillir des statues. La seconde salle donne accès, dans l’axe, à la promenade des Marronniers, anciens jardins de l’évêché. La première s’ouvre sur la droite sur un grand escalier, orné d’une belle rampe de ferronnerie, menant à l’étage, et au-dessous, un escalier descend aux anciennes caves, qui abritent maintenant le musée Eugène-Camoreyt. 
À l’étage, on accède à la salle de l’ancien tribunal, ornée de grandes toiles du XIXe siècle (dépôts des musées nationaux) et à la salle des illustres, puis aux différents services de la mairie.

#### Salle des Illustres
La salle des Illustres est une vaste « galerie à l'italienne » ouverte vers le sud par une série de grandes fenêtres. Y figurent les portraits des Lectourois les plus notables, un grand nombre d'officiers supérieurs de la Révolution et de l'Empire, mais aussi, au XIXe siècle, trois amiraux. Écrivains et poètes sont exclus de cette galerie, seul un portrait de Jean-François Bladé, don du peintre Germain Massoc, se trouve dans l'entrée. Les « illustres » représentés sont :
- Jean Lannes, maréchal d’Empire ;
- Jean-Jacques de Laterrade, général, par Louis Paul Auguste Tournier (Auch, 1830-) ;
- Pierre Banel, général, par Justin Maristou (professeur de dessin au collège de Lectoure), 1866 ;
- Jérôme Soulès, général, par Marie Nicolas Ponce-Camus ;
- Jean-Baptiste Dupin, général. Ce tableau anonyme plutôt naïf (Le tableau (…) du baron Dupin en culotte de fer-blanc, écrit Bladé[1]), de grandes dimensions, dut être amputé du sabre tenu à l'horizontale, pour entrer dans la salle ;
- Jacques-Gervais Subervie, par Gustave de Galard (1822) ;
- Joseph Lagrange, général (auteur anonyme) ;
- Louis Antoine Marie Victor de Galard, contre-amiral (1765-1840), par Gustave de Galard ;
- Augustin Dupouy (1808-1868), vice-amiral, par Gustave Lassalle-Bordes ;
- Auguste Boué de Lapeyrère, amiral, ministre, par Jean Marie Didier-Tourné ;
- Augustin Boutan, inspecteur général de l'instruction publique, père de Louis Boutan, pionnier de la photographie sous-marine, et d'Auguste Boutan, inventeur d'un scaphandre autonome. Par Pierre Tossyn.

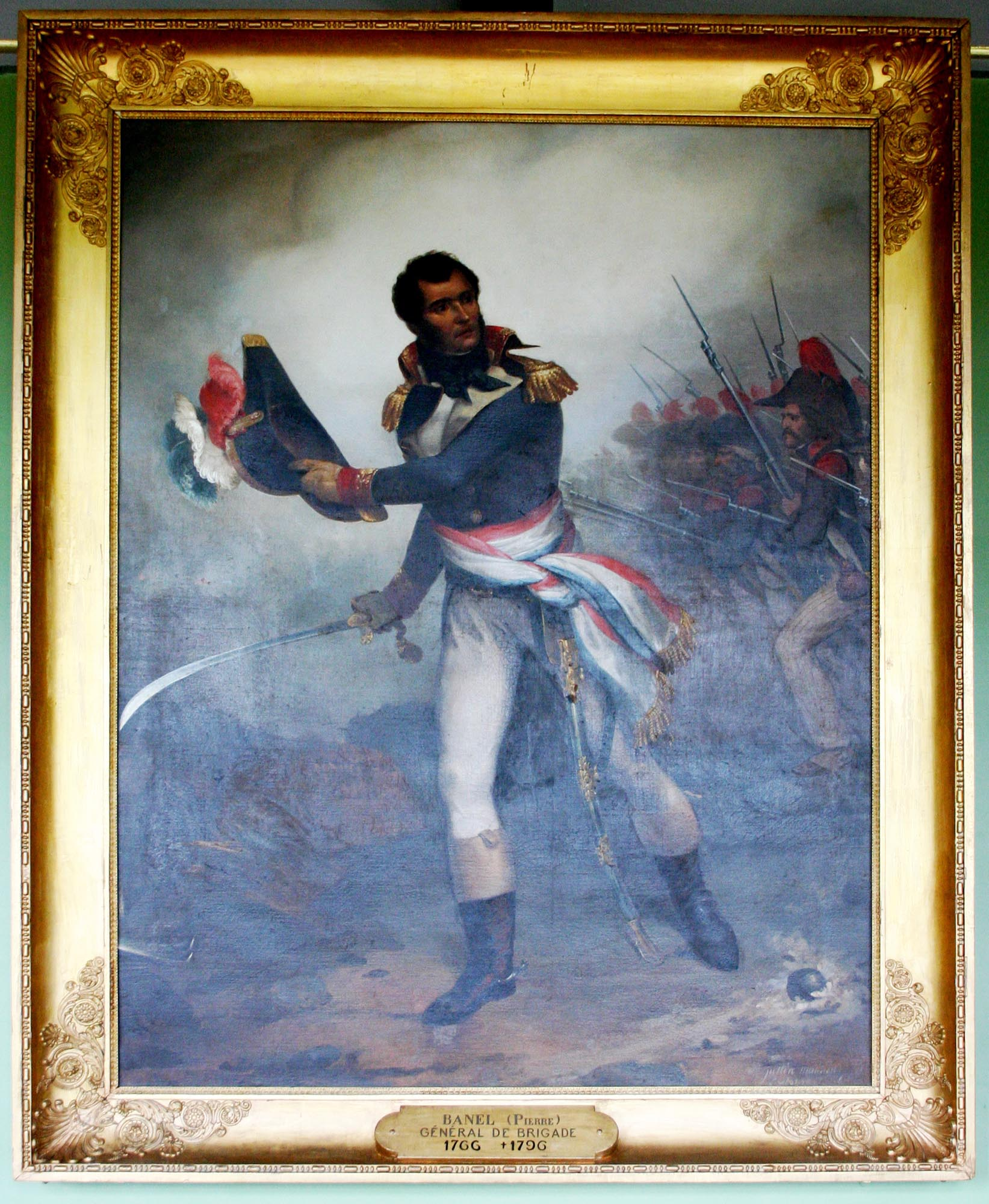
Général Banel
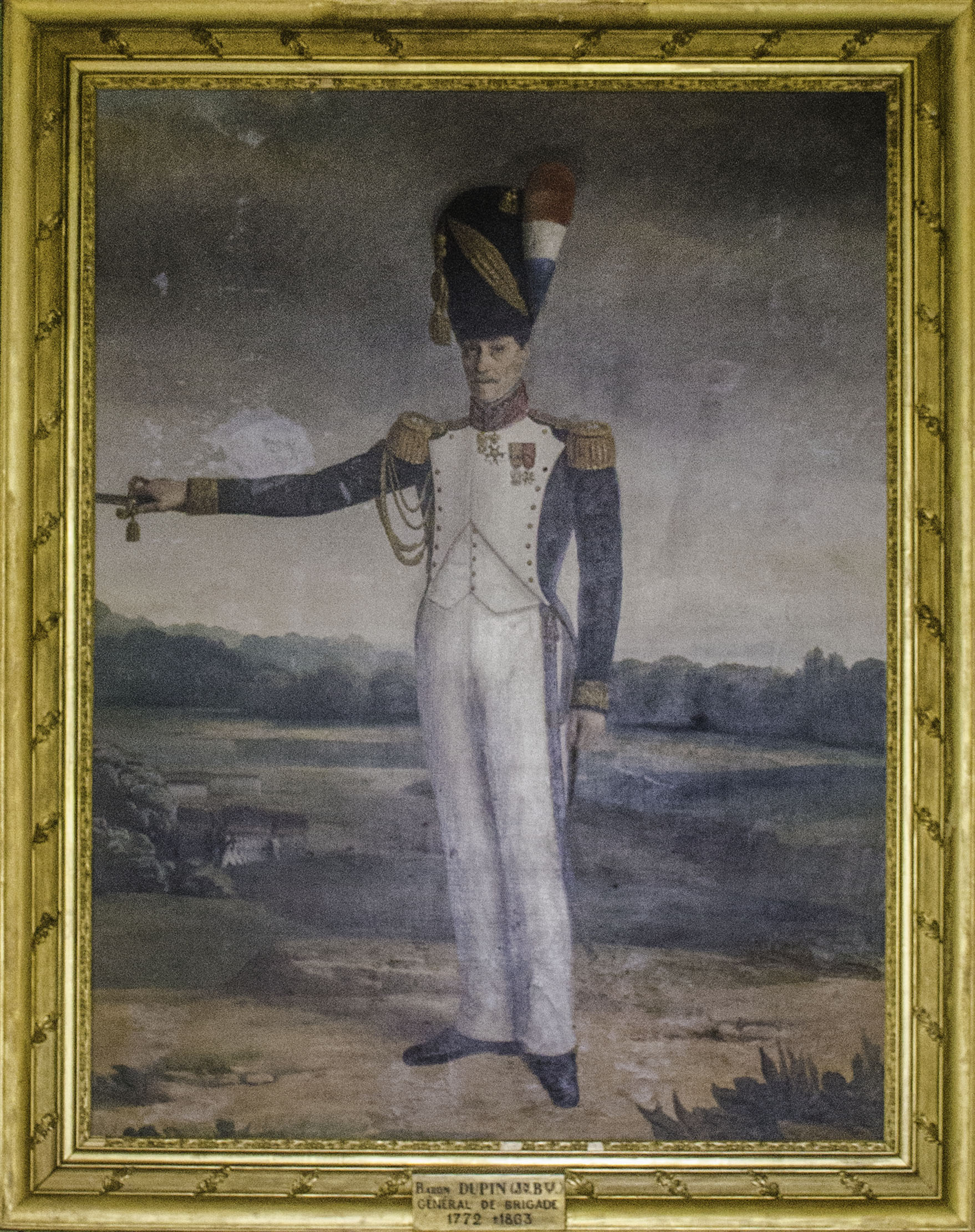
J.-B. Dupin
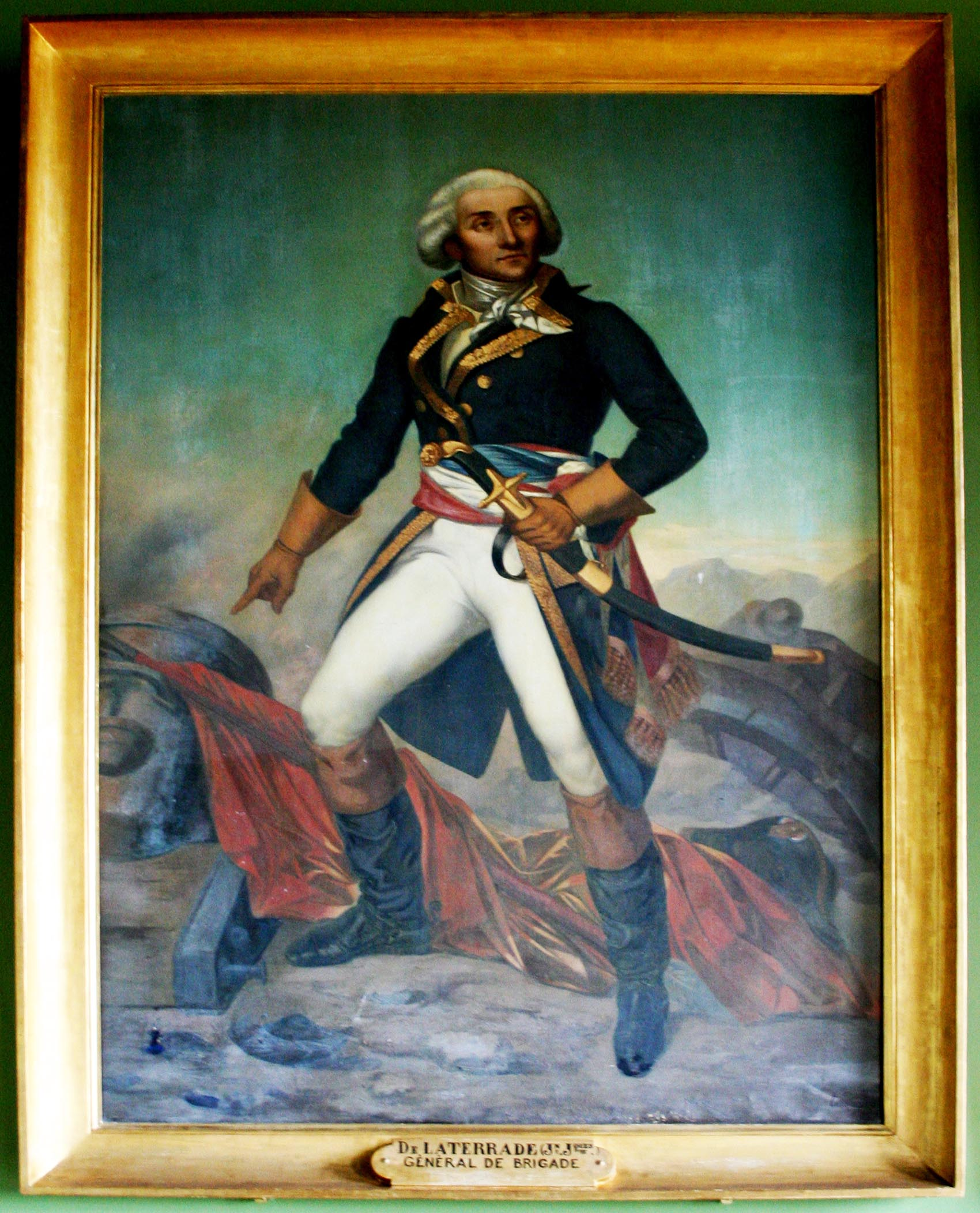
Général de Laterrade
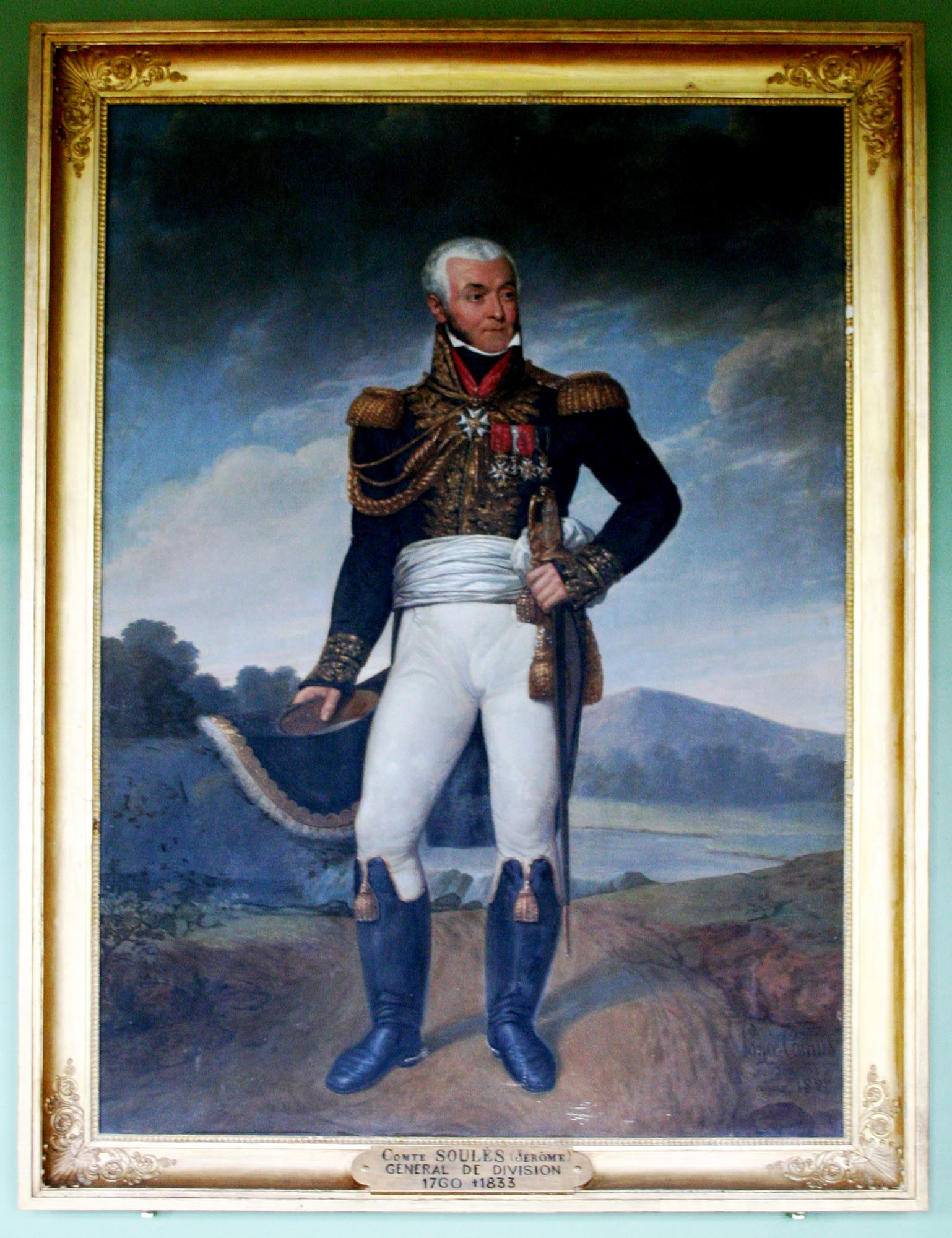
Général Soulès
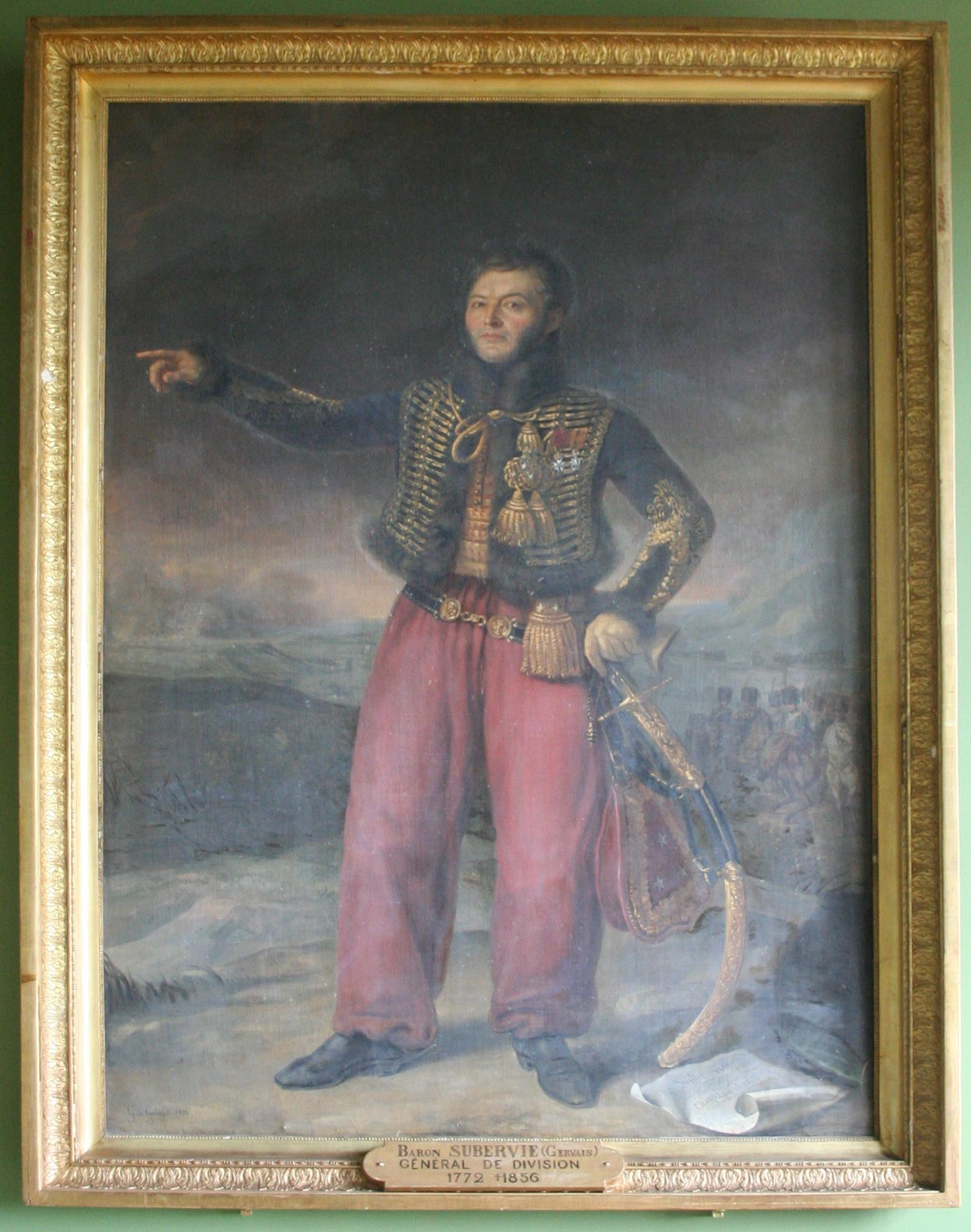
Général Subervie
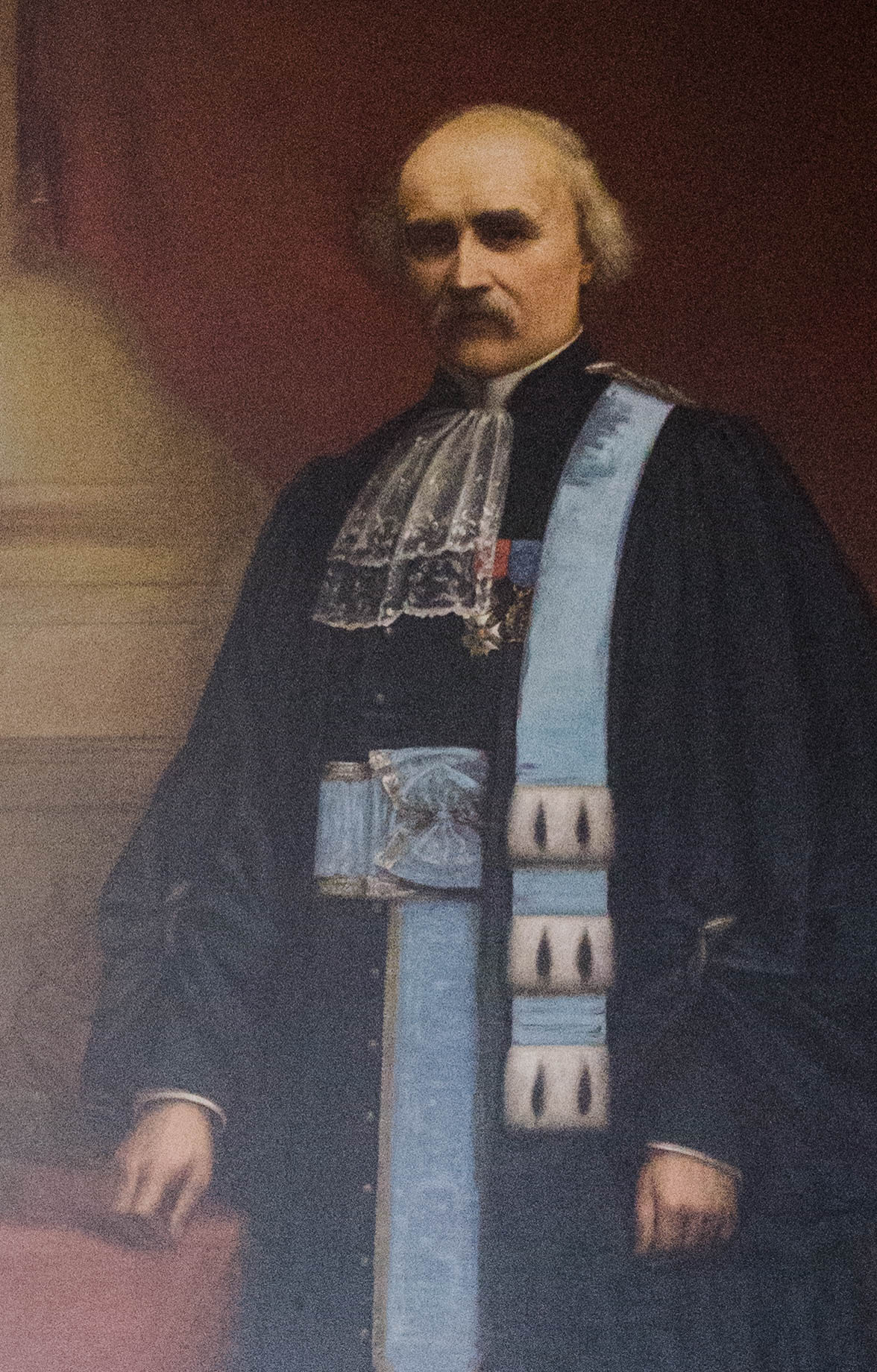
Augustin Boutan

### Extérieur

#### Promenade des Marronniers

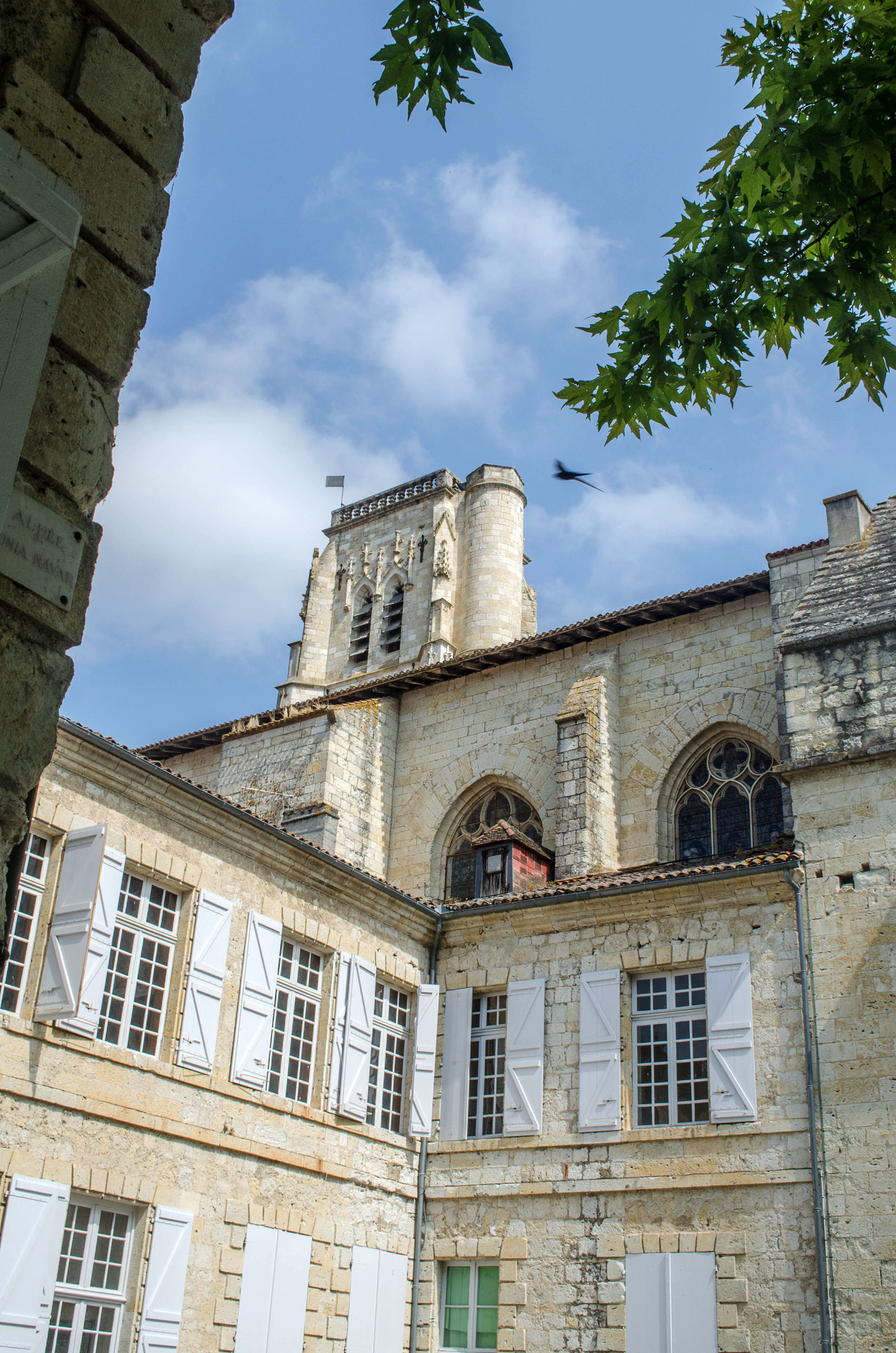
Cathédrale et bâtiments de l’hôtel de ville, vus du jardin des Marronniers

Les jardins de l’évêché ont été convertis en une promenade publique, arborée aujourd’hui, comme son nom l’indique, de marronniers. Initialement elle était plantée d’ormeaux. La bordure vers l’est, avec une balustrade typique du Lectourois au XVIIe siècle, domine d’une grande hauteur l’ancien fossé qui séparait le rempart du grand bastion, lui aussi aménagé en promenade. Côté nord, la promenade touche la cathédrale Saint-Gervais. De ce côté se trouvait une scène sur tréteaux de bois, aujourd’hui disparue, qui faisait de la promenade un « théâtre de la Nature ». Pendant longtemps eurent lieu des représentations théâtrales, et nombre de festivités liées à la vie de la cité, distribution des prix, fêtes scolaires, etc. La Comédie française venait régulièrement y donner des représentations des grandes pièces de son répertoire : la tragédienne Madeleine Roch y joua pour la dernière fois, ce que rappelle une plaque de marbre apposée sur le mur de la mairie, et une allée est dédiée au comédien Albert Lambert, autre habitué. Au sud, la promenade surplombe une deuxième terrasse, autrefois jardin potager, où se trouve la piscine municipale. Au-delà, d’autres terrasses arrivent à la demi-lune et au rempart qui englobait la porte Fontélie et la fontaine Diane. La vue vers le sud offre un vaste panorama sur la plaine du Gers où peut apparaître, par temps clair, la quasi-totalité de la chaîne des Pyrénées.